# Schloss Holdenstedt
Das Schloss Holdenstedt ist ein im frühen 18. Jahrhundert auf den Überresten eines Wasserschlosses errichtetes barockes Herrenhaus. Es liegt im Uelzener Ortsteil Holdenstedt im Landkreis Uelzen in Niedersachsen und beherbergte bis zum Jahr 2019 das Heimatmuseum von Uelzen.

## Beschreibung

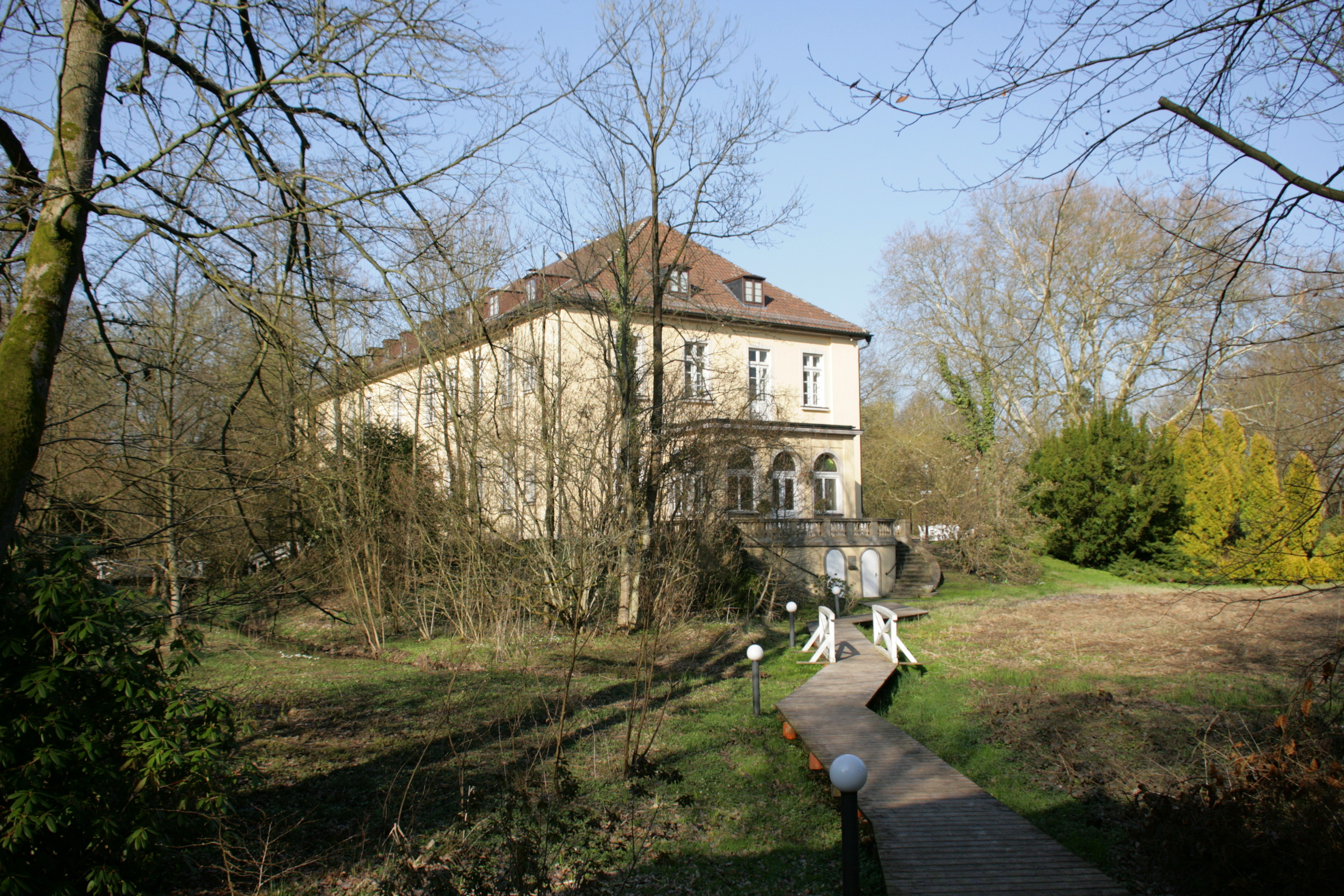
Seitenansicht des Schlossbaus

Das Aussehen der mittelalterlichen Burg als Vorgängeranlage des Schlosses ist nicht überliefert. Sie war von einem wasserführenden Burggraben umgeben, den die Hardau speiste. Im letzten Drittel des 16. Jahrhunderts ließen die Herren von der Wense an Stelle der Burg ein vierflügeliges Wasserschloss errichten, das ein Merian-Stich aus der Zeit um 1654 zeigt. Es wurde aufgrund der im Dreißigjährigen Krieg erlittenen Schäden um 1700 abgerissen und bis 1708 durch das heutige barocke Herrenhaus ersetzt. Dies ist ein zweistöckiger, verputzter Backsteinbau. Er steht laut einer Bauuntersuchung in einigen Bereichen auf deutlich älteren Fundamenten aus Findlingen. Das Gebäude weist einen markanten Eingangsrisalit und einen Wintergarten auf. Die Fassade des Herrenhauses wurde zwischen 1838 und 1840 deutlich schlichter gestaltet. Bei den Umbauten wurde auch der umgebende Wassergraben weitgehend zugeschüttet. Zum Schloss gehört ein weitläufiger als Englischer Landschaftsgarten, gestalteter Schlosspark, durch den die Hardau fließt.

## Geschichte

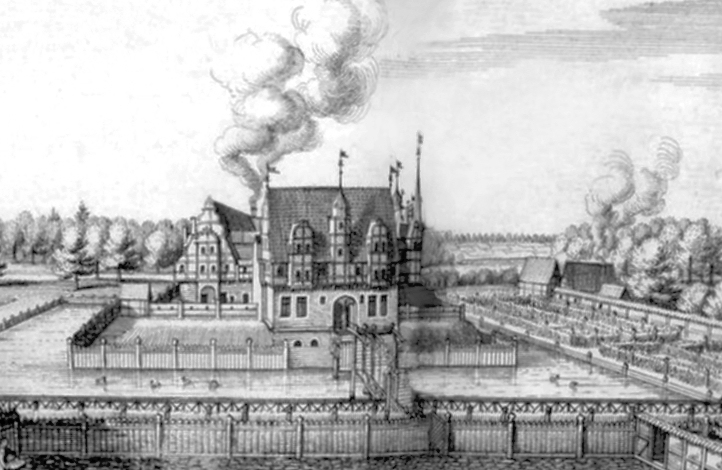
Der Vorgängerbau des heutigen Schlosses auf einem Merian-Stich um 1654

Die Burg als Vorgängeranlage des Schlosses ist wahrscheinlich durch die Herren von Holdenstedt gegründet worden, die im Jahr 1191 erstmals in Schriftquellen erwähnt werden. Nach der Überlieferung war die Burg der Stammsitz der Edelfreien von Boldensele, die sich um 1340 zu Boldensen umbenannten. In Holdenstedt saß dieses Geschlecht seit etwa 1245,
da einzelne Angehörige den Beinamen „von Holdenstedt“ wie auch „von Boldensele“ führten. Eine erste indirekte Erwähnung der Burg erfolgte 1266 durch die Nennung eines Kastellans. Die erste ausdrückliche Erwähnung stammt von 1319, als sie noch allodiales Gut der Familie war. 1342 und 1348 war die Burg ein Lehen der Herzöge von Braunschweig-Lüneburg. In der Überlieferung wird 1348 eine Vorburg genannt. Nach dem Erlöschen des Geschlechts „von Boldensele“ ging das Lehen 1572 auf die Herren von der Wense über. Sie besaßen das Schloss bis zum Verkauf im Jahr 1977. 1983 erwarb es die Stadt Uelzen, die darin ein Kulturzentrum einrichtete. 2019 wurden Pläne bekannt, im Schlosspark ein Altenheim zu errichten, wogegen sich ein Bürgerverein wendet. Im selben Jahr sprach sich der Ortsrat von Holdenstedt dafür aus, dass die Stadt Uelzen das Schloss an einen Investor aus Hamburg veräußert.